# Taja Kramberger
Taja Kramberger, slovenska zgodovinarka, pesnica in prevajalka, * 11. september 1970, Ljubljana.

## Življenje in delo
Na ljubljanski Filozofski fakulteti je leta 1997 diplomirala iz zgodovine in absolvirala študij arheologije. Med letoma 1998 in 2006 je prejela več tujih študijskih in raziskovalnih štipendij v Franciji (MSH, EHESS, Erasmus, Proteus) in na Madžarskem (junior fellow na Collegium Budapest). Iz zgodovine in zgodovinske antropologije je doktorirala na Fakulteti za humanistične študije v Kopru. 
Na isti fakulteti je bila kot predavateljica zaposlena v letih 2004-2010. V tem času je z Dragom Bracom Rotarjem pripravila celotni program zgodovinske antropologije (12 predmetov), ki je bil akreditiran s strani ustreznih državnih organov. Dve leti je vodila fakultetni kolegij za kulturne in intelektualne prireditve Collegium artium (2007-2009). V njegovem okviru je bilo izpeljanih prek 100 dogodkov. Odpuščena je bila leta 2010 med t. i. kadrovsko racionalizacijo. Med letoma 2011 in 2014 je bila sodelavka raziskovalnega projekta na Pedagoškem inštitutu v Ljubljani. V letih 2001-2010 je bila odgovorna urednica znanstvene revije Monitor ZSA, revije za zgodovinsko, socialno in druge antropologije (med 2001 in 2004 imenovane Monitor ISH). 
Objavila je enajst pesniških zbirk, med njimi leta 2004 tudi večjezično zbirko Mobilizacije, ki je bila ponatisnjena leta 2011. O njeni zbirki Z roba klifa (2011) v recenziji beremo:
Njena poezija je pogumna, neposredno odprta v detektiranju in razkrivanju slabega. V takšni obliki oz. vsebini je ni mogoče najti v slovenski poeziji – v tem ostaja osamljena. Da ne bo pomote, govorim o poeziji, ki je uporna in osebna, hkrati pa je tudi univerzalna. Avtorica natančno ve, da »osebno je politično«, in to zapiše v pesmi Zadnja diploma: navodilo za uporabo barab. Vendar je tudi res, da poezije ni mogoče pritrditi na oglasno desko, ni je mogoče izkričati z oblastniških odrov. Tu je presežek.
Njena dela so prevedena v več jezikov, v knjižni obliki so izbori njene poezije izšli v madžarščini, nemščini, španščini, francoščini in hrvaščini. Prevaja poezijo in strokovna besedila iz francoščine, italijanščine, angleščine in španščine. Večkrat je bila nominirana za literarne nagrade, leta 2007 je za pesniško zbirko Vsakdanji pogovori prejela Veronikino nagrado.
Med 1995 in 2013 je gostovala na številnih mednarodnih literarnih festivalih po svetu, nekaj jih je organizirala ali vodila tudi sama (leta 2001 prvi eksperimentalni pesniško-prevajalski projekt Različni jeziki/Linguaggi di-versi in leta 2006 mednarodni literarni projekt Morske linije/Sealines). Leta 2012 je bila gostja svetovnega pesniškega srečanja Poetry Parnassus v Londonu v organizaciji Southbank Centre kot edina udeleženka iz Slovenije.
Leta 2011 je bila Taja Kramberger pobudnica zasebne Mednarodne literarne nagrade KONS® za katero je pripravila vse ustanovne akte in organizacijsko omrežje. Nagrada se podeljuje za socialno in človeško občutljiv ter v umetniško-izrazni govorici transformativen literarni opus. Je tudi priznanje za integralno pokončno življenjsko držo ter angažmaje pesnic/pesnikov in pisateljic/pisateljev v skupno dobro vseh ljudi. K nagradi je sprva povabila dve pesnici in prevajalki Tatjano Jamnik in Barbaro Korun, od katerih je druga leta 2014 na lastno pobudo in zaradi temeljnih razhajanj v literarni orientaciji in v koncepciji delovanja nagrade izstopila iz projekta.
Leta 2012 je zapustila Slovenijo in zdaj živi, dela in dalje ustvarja v Parizu.

### Zgodovinopisje, antropologija (knjige)
- Historiografska divergenca : razsvetljenska in historistična paradigma : o odprti in zaprti epistemični strukturi in njunih elaboracijah. Koper, Annales, 2007. ISBN 978-961-6033-93-0
- Zgodovinsko-antropološki oris oblikovanja univerzitetnih habitusov, (Znanstveno poročilo, 09, 26). Ljubljana: Pedagoški inštitut, 2009. ISBN 978-961-6086-98-1.v pdf Arhivirano 2016-03-03 na Wayback Machine.
- Misliti družbo, ki (se) sama ne misli (v soavtorstvu z Dragom B. Rotarjem), (Zbirka Teorija, 2010, 5). Ljubljana, Sophia, 2010. ISBN 978-961-6768-25-2.
- Nevidne evidence : misliti idola tribus (v soavtorstvu z Dragom B. Rotarjem), (Zbirka Teorija, 2011, 11). Ljubljana, Sophia, 2011. ISBN 978-961-6768-36-8.

### Znanstveni članki (izbor)
- Maurice Halbwachs in družbeni okviri kolektivne memorije. V: Maurice Halbwachs, Kolektivni spomin. Ljubljana: Studia humanitatis, 2001, str. 211-258.
- Doxa et fama. O produkciji "javnega mnenja" in strategijah pozabe - elementi za mikroštudijo. Družboslovne razprave 18 (2002), str. 63-100. v pdf
- Od Joining the Club h grotesknosti slovenske adaptacije na neoliberalizem. Družboslovne razprave 19 (2003), str. 77-95. v pdf
- Iz zgodovine intelektualcev : afera Dreyfus in francoski zgodovinarji. Monitor ZSA 10 (2008), str. 25-81. v pdf
- Naporni itinerarij španske državljanske vojne : kraji memorije na poti slovenskih republikancev v Španijo in vloga Pariza pri mednarodni rekrutaciji španskih borcev. V: Jože Hočevar (ur.), Slovenci v španski državljanski vojni = Gli Sloveni nella guerra civile Spagnola = Eslovenos en la guerra civil Espagnola = Slovenians in the Spanish civil war : zbornik referatov znanstvenega simpozija v Kopru, 12. februarja 2010. Koper: Združenje protifašistov in borcev za vrednote NOB, 2010, str. 100-140.
- Nemške univerze in njihova politika v obdobju nacionalsocializma : naklepna politizacija vednosti, antiintelektualizem in odprava avtonomije. Sodobna pedagogika 62 (2013), str. 30-49. v pdf
- Restrikcije na nemških univerzah pred nacističnim naskokom na oblast in med nacionalsocialistično konsolidacijo = Restrictions at German universities before the Nazi seizure of power and during the National Socialist consolidation. Sodobna pedagogika 64 (2013), str. 24-36, 24-37. v pdf
- Figure antiintelektualizma s posebnim ozirom na formalno in neformalno pridobljena znanja. V: Polona Kelava (ur.), Neformalno učenje? : kaj pa je to?. Ljubljana: Pedagoški inštitut, 2013, str. 127-167. v pdf
- Nacionalsocialistična koncepcija znanosti in morilska govorica (langage meurtrier). Šolsko polje 25 (2014), str. 183-204. v pdf
- Dekodiranje molčanja in utišanih glasov zgodovine. V: Michelle Perrot, Ženske ali molčanja zgodovine. 2016, 509–535. v pdf
- Memorija/pozaba, zgodovina, diskurz: premislek o ključnih pojmih, njihovi politični arhitekturi in njihovih družbenih učinkih glede na ˮkoncentracijsko vesolje. V: Tina Petras, Jana Babšek (ur.), Politika memorije in pozabe, načini izročila in interpretacije, Muzej Tržič, Tržič, 2016, 99–137. v pdf

### Poezija (knjige)
- Marcipan (1997)
- Spregovori morje (1999)
- Protitok/Gegenströmung (2001)
- Žametni indigo (2004)
- Mobilizacije/Mobilisations/Mobilitazioni/Mobilizations (2004, ponatis 2011)
- Vsakdanji pogovori (2006)
- Opus quinque dierum (2009)
- ♣stava ♣♣publike ♣♣♣♣♣ni♣♣ (poezija-brisanka na podlagi Ustave Republike Slovenije, e-izdaja, 2010)
- Z roba klifa (2011)
- V tvojem objemu je prostor zame (2014)

### Literarne nominacije, priznanja, nagrade, štipendije
- September 1997: finalni izbor Knjižnega sejma za nagrado za Prvenec (za zbirko Marcipan, 1997)
- November 1998: finalni izbor za Jenkovo Nagrado (za zbirko Spregovori morje, 1999)
- Pomlad 2001: štipendija avstrijske ustanove KulturKontakt in bibliofilske založbe Edition Thanhäuser v Ottensheimu
- 2005: državna štipendija za 'vrhunske ustvarjalce' (Ministrstva za kulturo Republike Slovenije)
- 2007: Veronikina nagrada Celje (za zbirko Vsakdanji pogovori, 2006)
- 2013: enomesečna pisateljska štipendija kanadske Maison de la poésie v Trois-Rivières

### Znanstvene štipendije in priznanja
- 1998: Pariz (École d’Automne: L’État et le Politique. Histoire et nouveaux modèles)
- 1999: Pariz (trimesečna štipendija Ambassade de France en Slovénie Arhivirano 2010-10-23 na Wayback Machine., EHESS)
- 2001: Budimpešta (štipendija za udeležbo na '4th International Winter School at Collegium Budapest: Multiple Antiquities–Multiple Modernities')
- 2001/2002: Pariz (FMSH-Fondation Maison des sciences de l'homme
- 2003: Budimpešta(petmesečna štipendija junior fellow na Collegium Budapest-Institute for Advanced Study
- 2005/2006: Pariz (MSH , EHESS)
- 2007-2011: Knjiga Historiografska divergenca proglašena za 'izjemen znanstveni dosežek'
- 2011: Knjiga Nevidne evidence (soavtorstvo z Dragom B. Rotarjem) proglašena za 'izjemen prispevek ... s spoznanji svetovnih razsežnosti'
- 2015: francoska raziskovalna štipendija za preiskavo arhivskega gradiva taborišč v drugi svetovni vojni

### Prevodi poezije (knjige, antologije - izbor)
- Protitok = Gegenströmung : Notizen vom Ufer (RanitzDruck, Nr. 10, v prevodu Maje Haderlap). Einmalige Aufl. Ottensheim: Thanhäuser, 2002. [45] str., ilustr. ISBN 3-900986-51-7.
- A fine line : new poetry from Eastern & Central Europe (ured. Jean Boase-Beier et al.). Todmorden: Arc Publications, 2004, str. 176-191. ISBN 1-9000-72-97-1.
- Ezernyi csend : válogatott versek (Pannónia könyvek; v prevodu Zsolta Lukacsa). [Pécs]: Pro Pannonia Kiadói Alapítvány, 2008. 165 str. ISBN 978-963-9893-07-8.
- Mobilizacije = Mobilizacije = Mobilitazioni (Poezija). Zagreb: Naklada Lara, 2008. 143 str., ilustr. ISBN 978-953-7289-31-7.
- Marsipaania. Slovenialaista nykyrunoutta (antologija slovenske poezije v finščini v prevodu Karija Klemele in Jouni Inkale). Tallinna: Mansarda, 2008. ISBN 987-952-5664-08-9.
- Berlin, Odisej in noč = Berlin, Odysseus und Nacht (Zbirka Zlati čoln, 1, v prevodu Metke Wakounig in Slava Šerca). Ured. T. Jamnik in H. Kovač, 1. izd. Vnanje Gorice: Kulturno-umetniško društvo Police Dubove; Ljubljana: Literarno društvo IA, 2010. 95 str. ISBN 978-961-92946-0-4.
- Amnestija: amnezija : antologija sodobne slovenske poezije = Amnestija: amnezija : antologija suvremene slovenske poezije (Zbirka Zlati čoln, 2, v prevodu Gorana Jankovića). 1. izd. Vnanje Gorice: Kulturno-umetniško društvo Police Dubove; Ljubljana: Literarno društvo IA, 2010. 95 str. ISBN 978-961-92946-4-2.
- Le poème est une main offerte (Zbirka Ad litteraturam, 2, v prevodu Draga Rotarja). Koper: Addenda, 2011. ISBN 978-961-93031-7-7.
- Mahalta (Col lecció Versos, 51). Lleida: Universitat de Lleida, 2011. 81 str., ilustr. ISBN 978-84-8409-373-2.
- Treze Poetas Eslovenos, uredila in prevedla Mateja Rozman in Casimiro de Brito, Lisboa: Roma Editora, 2008. ISBN 978-989-8063-27-4.
- The World Record. International Voices from Southbank Centre's Poetry Parnassus, urednika Neil Astley & Anna Selby, uvodnik Simon Armitage, London, 2012. ISBN 978-1-85224-938-0.
- No palabras (v prevodu Barbare Pregelj) Buenos Aires: Gog y Magog, 2013. 67 str. ISBN 978-950-9704-63-3.

### Videi (pesniška branja)
- Celje, podelitev Veronikine nagrade 2012 Arhivirano 2016-11-29 na Wayback Machine.
- Luka Koper/El puerto de Koper, Poetry Reading at the Rosario Poetry Festival in Argentina 2013
- Vsak mrtvi ima ime/Cada muerto tiene su nombre, Poetry Reading at the Rosario Poetry Festival in Argentina 2013
- Dom je tam, kjer sva/El hogar es donde estamos, Poetry Reading at the Rosario Poetry Festival in Argentina 2013

### Otroška literatura
- Refugij Tapù/Rifugio Tapù (Collana Koderjana, 5, ilustracije Taja Kramberger, v italijanskem prevodu Micheleja Obita). Topolò : Društvo Topolò - Topoluove; [Čedad]: Kulturno društvo Ivan Trinko, cop. 2011. 63, 61 str., ilustr. [COBISS.SI-ID 257435648]

### Gledališče
- Če utišate pevca / pevko : dramski performans za več glasov in teles Video ene in edine javne vaje 22. junija 2012 v Murski Soboti. Koper: Kolektiv Grito: 2011-2012. Besedilo, priredba, scenarij, prevodi pesmi in režija: Taja Kramberger (s sodelovanjem Sabine Šabič pri režiji). Zasedba: Kolektiv Grito (študentke in študenti UP FHŠ, nekaj pesnic in pesnikov). Glej spletno stran Grita

### Literarni eseji (izbor)
- 'Me ženske nismo plašne, ne zastrupljamo razuma, ne izogibamo se tveganju': Claribel Alegría, pogum za resnico in pričevanjska literatura / 'We women are not faint-hearted, we do not poison reason, neither do we shy from risk': Claribel Alegria, courage de la vérité and literature of testimony, V: Claribel Alegria, Več kakor zloščen kamen : (izbrane pesmi, proza in intervju), (Zbirka KONS, 1). 1. izd. Vnanje Gorice: Kulturno-umetniško društvo Police Dubove; Ljubljana: Zveza Modro-bela ptica, 2013, str. 183-234. ISBN 978-961-93382-3-0.
- Izdihniti plamen, Radio Slovenija 1, Program ARS, 24. januar 2012 ob 21h.
- Similis simili gaudet ali o kerkopski literarni kritiki v slovenskem literarnem polju. Poetikon, ISSN 1854-2360, 2008, letn. 4, [št.] 19/20, str. 150-193.
- Kjer pisava okuži pokrajino : spremna študija. V: Kramberger, Taja (ur. & prev.), Roberto Juarroz: Vertikalna poezija, (Knjižna zbirka Beletrina). Ljubljana: Študentska založba, 2006, str. 181-222.

### Prevajalsko delo (knjige)
- Michele Obit, Leta na oknu, (Knjižna zbirka Alkimije). Trst: ZTT: = EST, 2001. 79 str., ilustr. ISBN 88-7174-054-8.
- Gao Xingjian, Ribiška palica za starega očeta, (Zbirka Nobelovi nagrajenci, soprevod z Dragom B. Rotarjem). Radovljica: Didakta, 2001. 100 str. ISBN 961-6363-62-X.
- Neringa Abrutyte, Izpoved (litvansko-slovenska izdaja), (Aleph, 90). Ljubljana: Center za slovensko književnost, 2004. 91 str. ISBN 961-6036-50-5.
- Lucy Coats, 100 grških mitov za otroke. Ljubljana: Mladinska knjiga, 2004. 264 str., ilustr. ISBN 86-11-16964-6.
- Roberto Juarroz, Vertikalna poezija (Knjižna zbirka Beletrina). Ljubljana: Študentska založba, 2006. 224 str. ISBN 961-242-035-1.
- Claribel Alegria, Več kakor zloščen kamen (Knjižna zbirka KONS). Ljubljana: KUD Police Dubove, 2013. 252 str. ISBN 978-961-93382-3-0  Arhivirano 2013-12-06 na Wayback Machine.
- Pierre Bourdieu in Loïc Wacquant, Načela za refleksivno družbeno znanost in kritično preučevanje simbolnih dominacij (Taja Kramberger in Drago Braco Rotar - urednika, soprevajalca), Knjižnica Annales Majora, Koper, UP, 2006, 262 p., ISBN 961-6033-87-5.
- Michelle Perrot, Ženske ali Molčanja zgodovine (Knjižna zbirka Uvid, 5). Ljubljana: KUD Police Dubove, Ljubljana: Zveza Modro-bela ptica, 2016, 553 str. ISBN 978-961-93732-6-2.